# Herzogin-Friederiken-Stift

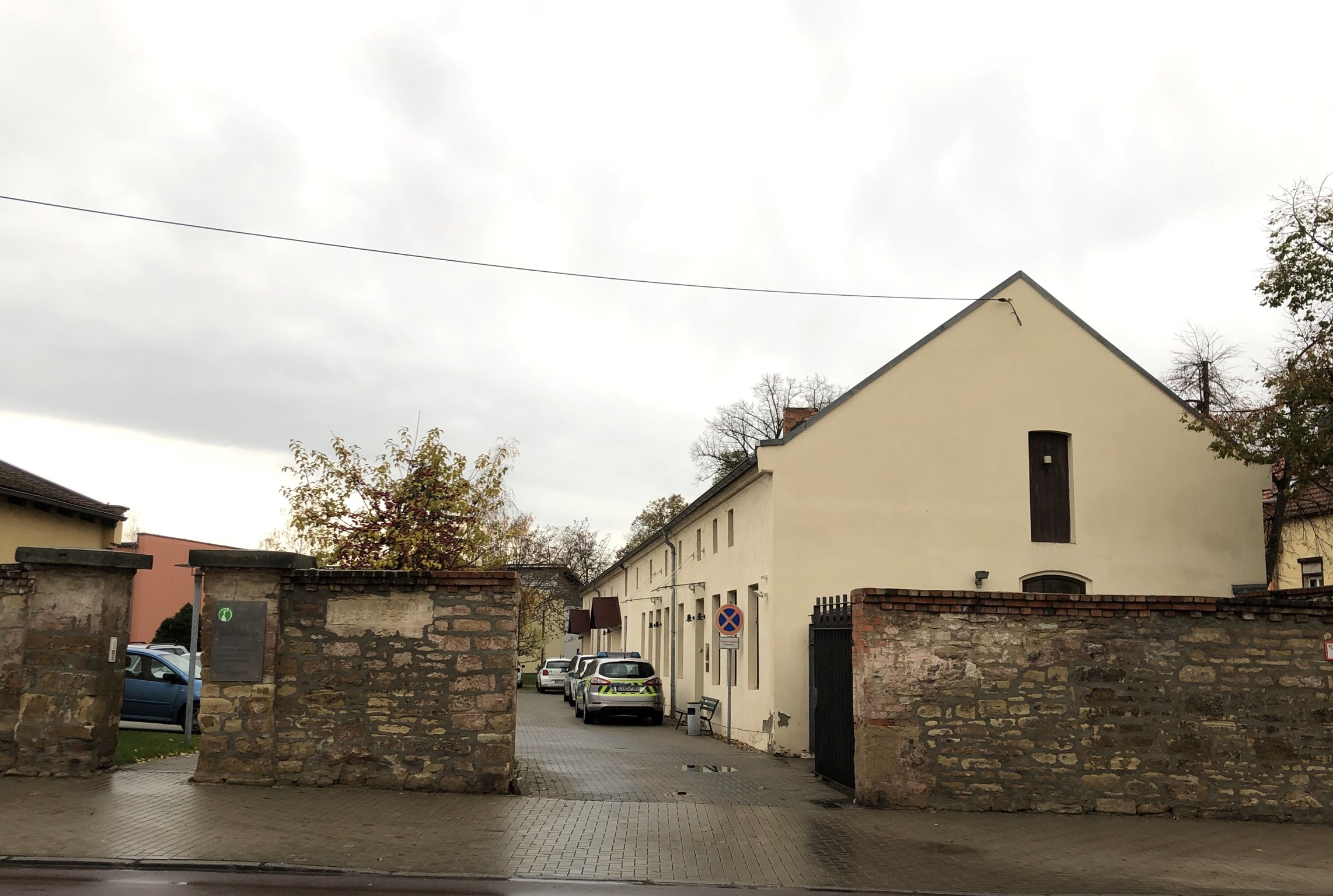
Herzogin-Friederiken-Stift, 2019

Das Herzogin-Friederiken-Stift ist ein denkmalgeschütztes Altenheim in Bernburg in Sachsen-Anhalt.

## Lage
Es befindet sich am südlichen Rand der Bernburger Bergstadt auf der Westseite der Kustrenaer Straße, in einer Ecklage an der nördlich einmündenden Johannisstraße, an der Adresse Kustrenaer Straße 2.

## Architektur und Geschichte
Der Bau entstand 1851/1852 als Krankenhaus. Es war das erste Krankenhaus der Stadt Bernburg und entstand als Ersatz für das in der Bernburger Talstadt nach der Reformation im Kloster eingerichtete Hospital. Im Jahr 1897 wurde auf Veranlassung der Herzogin Friederike, auf die der Name des Gebäudes zurückgeht, die Anlage erweitert und zugleich zum Alten- und Siechenheim umgebaut. Als Ersatz war das neue Bernburger Krankenhaus am südlichen Ende der Kustrenaer Straße entstanden. 
Weite Teile der Anlage wurden jedoch im Jahr 1996 abgerissen. Erhalten blieb neben dem Männerhaus die ehemalige Leichenhalle sowie die aus Bruchsteinen errichtete Grundstückseinfriedung.
Im Denkmalverzeichnis für die Stadt Bernburg ist das Altenheim unter der Erfassungsnummer 094 60087 als Baudenkmal eingetragen.
Die Anlage gilt als stadt- und sozialgeschichtlich bedeutend und mit der hoch ausgeführten Grundstücksmauer als prägend für das Straßenbild.